# Callisto Pasuwa
Callisto Pasuwa (né le 20 juin 1970 à Umtali à l'époque en Rhodésie et aujourd'hui au Zimbabwe) est un footballeur international zimbabwéen, qui évoluait au poste de milieu de terrain, avant de devenir ensuite entraîneur.
Il est actuellement sélectionneur de l'équipe du Malawi.

## Biographie

### Carrière de joueur
Callisto Pasuwa joue en équipe du Zimbabwe entre 1997 et 2003, avec notamment 12 sélections entre 2000 et 2003.
Il dispute un match rentrant dans le cadre des éliminatoires du mondial 1998, et deux matchs comptant pour les éliminatoires du mondial 2002.

### Carrière d'entraîneur
Il dirige l'équipe du Zimbabwe lors de la Coupe d'Afrique des nations 2017 organisée au Gabon.

## Palmarès
| Dynamos \| - Championnat du Zimbabwe (1) : - Champion : 1997. - Vice-champion : 1998-99. - Coupe du Zimbabwe : - Finaliste : 1997. - Coupe de la Ligue du Zimbabwe (1) : - Vainqueur : 2000. - Finaliste : 1997 et 2001. \| \| - Supercoupe du Zimbabwe (1) : - Vainqueur : 2002. - Finaliste : 2001. - Trophée de l'Indépendance (1) : - Vainqueur : 1998. - Finaliste : 2001 et 2002. - Ligue des champions de la CAF : - Finaliste : 1998. \| |  | Dynamos - Championnat du Zimbabwe (3) : - Champion : 2011, 2012 et 2013. - Trophée de l'Indépendance (1) : - Vainqueur : 2013.                                                                                 |
| - Championnat du Zimbabwe (1) : - Champion : 1997. - Vice-champion : 1998-99. - Coupe du Zimbabwe : - Finaliste : 1997. - Coupe de la Ligue du Zimbabwe (1) : - Vainqueur : 2000. - Finaliste : 1997 et 2001. |  | - Supercoupe du Zimbabwe (1) : - Vainqueur : 2002. - Finaliste : 2001. - Trophée de l'Indépendance (1) : - Vainqueur : 1998. - Finaliste : 2001 et 2002. - Ligue des champions de la CAF : - Finaliste : 1998. |